# Шишканов, Тимофей Михайлович
Тимофей Михайлович Шишканов (10 июня 1983, Москва, СССР) — российский хоккеист, крайний нападающий.

## Карьера
Воспитанник московского «Спартака». Хват правый. В 2001 году задрафтован клубом НХЛ «Нэшвилл Предаторз» во 2 раунде под № 33.
Выступал за «Квебек Ремпартс» (QMJHL, 2002—2003), «Милуоки Эдмиралс» (АХЛ, 2004—2006), «Пеория Ривермен» (АХЛ, 2006), «Сент-Луис Блюз» (НХЛ, 2006), «Витязь» (Чехов, 2007), ЦСКА (2008), СКА (Санкт-Петербург], 2009), «Торпедо» (Нижний Новгород, 2009), «Авангард» (Омск, 2009—2011).
Чемпион мира среди юниоров 2001 года. Чемпион мира среди молодёжи 2003 года. Обладатель Кубка Колдера 2004 года (второй по значимости командный трофей в Северной Америке), был включён в символическую сборную новичков АХЛ. Победитель турниров Кубок Карьяла 2006/07 и 2007/08 годов в составе сборной России (это были единственные турниры, в которых он играл за национальную сборную).
В НХЛ всего провёл 24 игры, забил 3 шайбы, отдал две передачи, набрал 6 минут штрафа.
В 2011 году выступал за команду «Сибирь», однако по ходу сезона был обменян в «Атлант».
19 мая 2014 года перешёл в новый в КХЛ клуб «Сочи».
С 28 ноября 2015 года играл в клубе «Сахалин».